# Novillard
Novillard es una comuna francesa situada en el departamento del Territorio de Belfort, de la región de Borgoña-Franco Condado.
Los habitantes se llaman Novelais.

## Geografía
Está ubicada a 9 km al este de Belfort.

## Demografía
| 103 | 83 | 89 | 181 | 196 | 205 | 234 | 299 |
| Para los censos de 1962 a 1999 la población legal corresponde a la población sin duplicidades (Fuente: INSEE [Consultar]) |    |    |     |     |     |     |     |